# Aichelberg (Adelsgeschlecht)

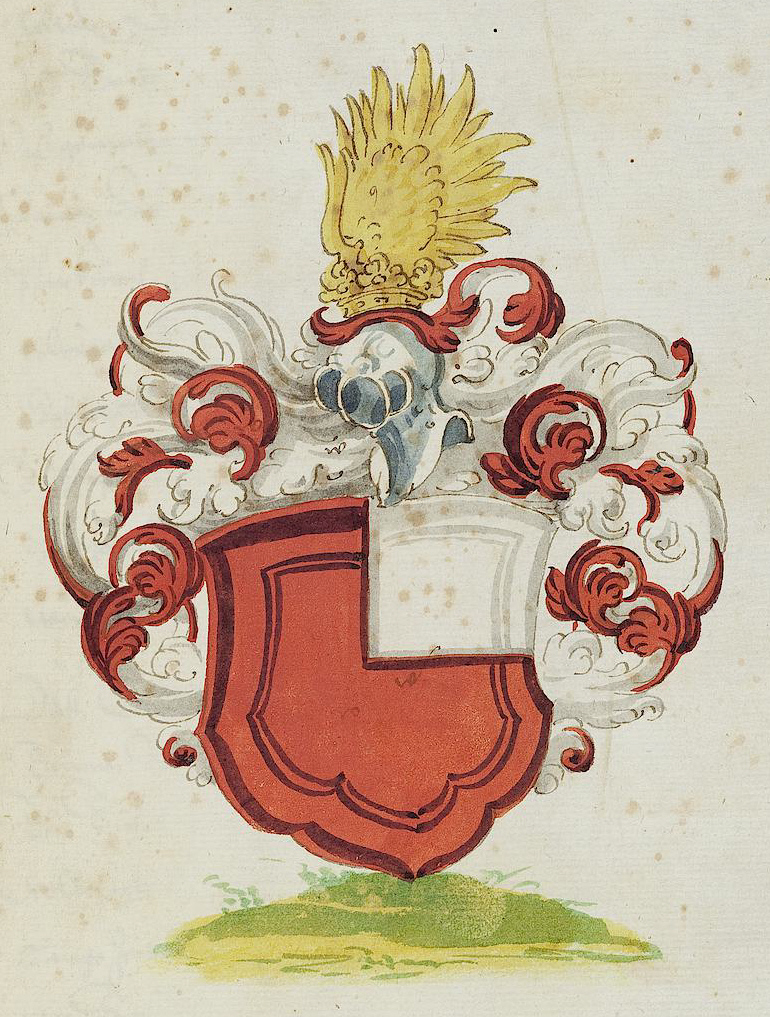
Wappen aus: David Wolleber: Chorographia Württemberg, [Schorndorf] 1591

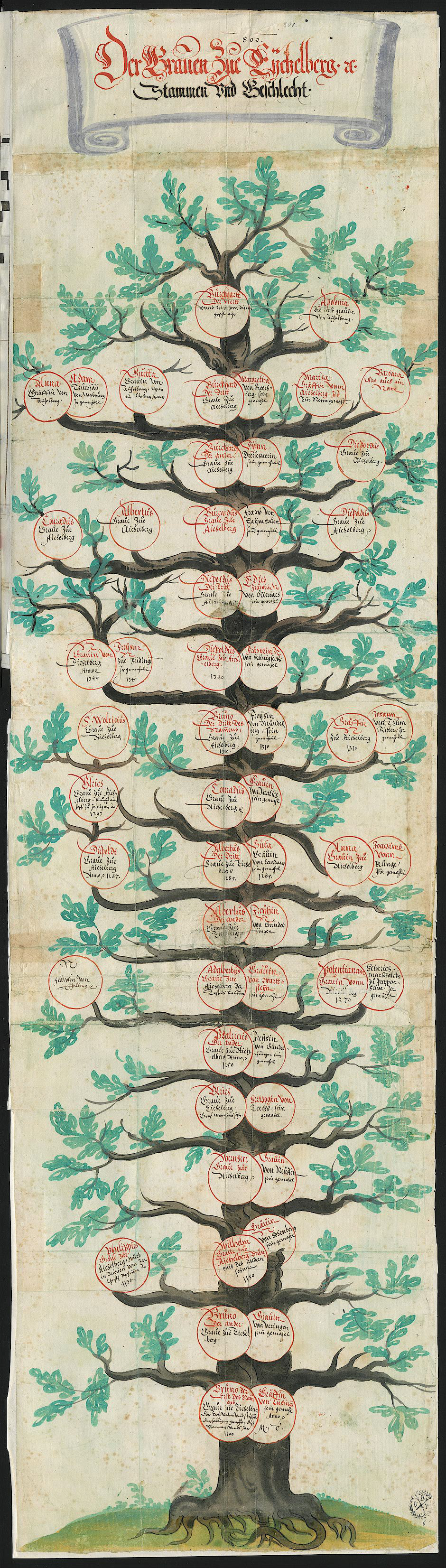
Wolleber Nachfahrentafel 1591 06 Grafen zu Aichelberg

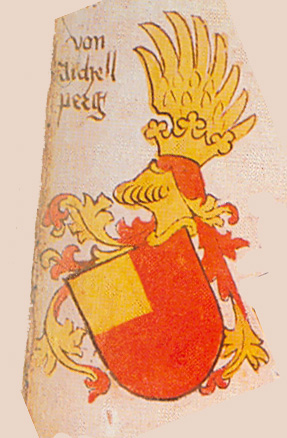
Wappen der Grafen von Aichelberg im Ingeram-Codex

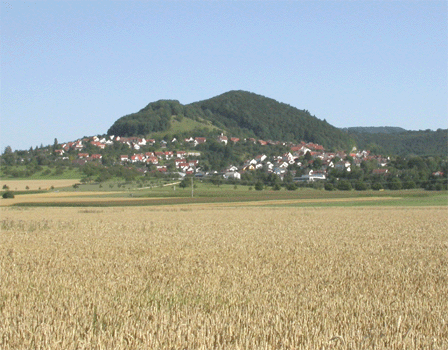
Aichelberg

Aichelberg (auch Grafen von Aichelberg) ist der Name eines alten schwäbischen Adelsgeschlechts.

## Geschichte
Die Herkunft der Grafen von Aichelberg ist nicht eindeutig geklärt. Vieles spricht dafür, dass sie sich im 12. Jahrhundert als Nebenlinie der Grafen von Berg-Schelklingen (Stadt Ehingen, Alb-Donau-Kreis) abzweigten und durch Heirat mit einer Zähringer Erbtochter in den Besitz des Albvorlandes gelangten.
1189 wird Graf Berthold von Aichelberg in Zusammenhang mit der Burg Aichelberg erwähnt.
1230 verliehen die Grafen von Aichelberg Wendlingen am Neckar erstmals die Stadtrechte, 1319 wurde Weilheim an der Teck durch Graf Ulrich von Aichelberg zur Stadt erhoben. 1336 erwarb Albrecht von Aichelberg Köngen und Unterboihingen.
Um 1334 gelangte der Besitz der Grafen von Aichelberg durch Verkauf an das Haus Württemberg. Um 1400 ist das Geschlecht in den Ritterstand abgefallen, spätestens bis 1500 ausgestorben.

## Besitz
Bereits zu Beginn des 13. Jahrhunderts besaß das hochadelige Geschlecht der Grafen von Aichelberg weite Teile des Filderbezirks. Sie nannten sich damals noch Grafen von Kersch (1213: Comes Diepoldus de Kerse) nach der abgegangenen Burg Kersch am Eingang des Kerschtals bei Deizisau. Jener Graf Diepold I. nannte sich aber schon 1220 als Erster Graf von Aichelberg. Nicht sicher ist, ob er die Burg Aichelberg erwarb. Wahrscheinlicher ist, dass er sie selbst erbauen ließ. Der Hauptteil der Besitztümer lag grob gesagt zwischen dem Neidlinger Tal und der Fils (Ochsenwang, Neidlingen, Hepsisau, Pfundhardt, Häringen, Weilheim, Holzmaden, Eckwälden, Zell, Pliensbach, Hattenhofen, Albershausen, Sparwiesen, Jesingen und Lindorf). Hinzu kamen der Stammsitz auf dem Aichelberg und die Burg Merkenberg. Die Besitzungen in Wendlingen, Unterboihingen und Köngen mit der wichtigen Fähre über den Neckar stellten eine Verbindung zu dem Besitz auf den Fildern her. Teile der Grafschaft lagen aber auch um Ravensburg, Waldsee und Saulgau.

## Persönlichkeiten
- Berthold von Aichelberg, Graf
- Diepold von Körsch-Aichelberg
- Ulrich von Aichelberg, Graf
- Albrecht von Aichelberg, Graf
- Konrad von Aichelberg († 1403 oder 1406), Sohn des Albrecht von Aichelberg und dessen Frau Guta, von 1399 bis 1402 mailändischer Generalmarschall in Pisa
- Anna von Aichelberg, Tochter des Albrecht von Aichelberg, heiratete 1382/83 Ritter Hans Thumb von Neuburg